# Holven
Holven is een kerkdorp in de stad Geel.
Het toponiem Holven wordt vermeld vanaf begin 15e eeuw, maar het werd pas in 1934 een kapelanie en in 1939 een parochie.
De Sint-Jozefskerk werd ingewijd in 1936 en werd gebouwd naar een ontwerp van J. Willems. De kerk werd in 1997 gerenoveerd. Het is een bakstenen zaalkerk, gedekt met een hoog zadeldak.
Aan de Dr. Van de Perrestraat bevindt zich een voormalig badhuis uit 1902, een wijkgebouw van het Openbaar Psychiatrisch Ziekenhuis van Geel, tegenwoordig een opvanghuis waar arbeidstherapie wordt gegeven.

## Nabijgelegen kernen
Geel-Centrum, Ten Aard